# Bente Skari
Bente Skari (nacida como Bente Martinsen, Oslo, 10 de septiembre de 1972) es una deportista noruega que compitió en esquí de fondo. 
Participó en tres Juegos Olímpicos de Invierno, entre los años 1994 y 2002, obteniendo en total cinco medallas: dos en Nagano 1998, plata en el relevo (junto con Marit Mikkelsplass, Elin Nilsen y Anita Moen) y bronce en 5 km, y tres en Salt Lake City 2002, oro en 10 km, plata en el relevo (junto con Marit Bjørgen, Hilde Pedersen y Anita Moen) y bronce en 30 km.
Ganó siete medallas en el Campeonato Mundial de Esquí Nórdico entre los años 1997 y 2003.

## Palmarés internacional
| Juegos Olímpicos   | Juegos Olímpicos                | Juegos Olímpicos  | Juegos Olímpicos |
| Año                | Lugar                           | Medalla           | Prueba           |
| ------------------ | ------------------------------- | ----------------- | ---------------- |
| 1998               | Nagano (Japón)                  | Medalla de plata  | Relevo 4 × 5 km  |
| 1998               | Nagano (Japón)                  | Medalla de bronce | 5 km             |
| 2002               | Salt Lake City (Estados Unidos) | Medalla de oro    | 10 km            |
| 2002               | Salt Lake City (Estados Unidos) | Medalla de plata  | Relevo 4 × 5 km  |
| 2002               | Salt Lake City (Estados Unidos) | Medalla de bronce | 30 km            |
| Campeonato Mundial |                                 |                   |                  |
| Año                | Lugar                           | Medalla           | Prueba           |
| 1997               | Trondheim (Noruega)             | Medalla de plata  | Relevo 4 × 5 km  |
| 1999               | Ramsau (Austria)                | Medalla de oro    | 5 km             |
| 2001               | Lahti (Finlandia)               | Medalla de oro    | 10 km            |
| 2001               | Lahti (Finlandia)               | Medalla de oro    | 15 km            |
| 2001               | Lahti (Finlandia)               | Medalla de plata  | Relevo 4 × 5 km  |
| 2003               | Val di Fiemme (Italia)          | Medalla de oro    | 10 km            |
| 2003               | Val di Fiemme (Italia)          | Medalla de oro    | 15 km            |